# Catalina Pérez Osorio
María Catalina Pérez Osorio (20 de abril de 1958) es una antropóloga y activista feminista mexicana del Colectivo Mujeres por la Democracia y desde el 2018 es titular de la Secretaría para la Igualdad Sustantiva de Género del municipio de Puebla.

## Biografía
Realizó sus estudios de licenciatura en el Colegio de Antropología en la Universidad Autónoma de Puebla. Participó del Taller de Antropología de la Mujer en 1983, del Seminario de Sexualidad y Cultura en 1987 y desde 1996, en el Seminario de Estudios sobre Género creado y dirigido por la investigadora Marcela Lagarde. Este último seminario se diferenció de otros por realizar actividades de extensión universitaria y de difusión de la cultura. En 1997, Catalina Pérez apoyó con la coordinación del proyecto para la fundación del Banco de Datos del Seminario de Estudios sobre Género del Colegio de Antropología de dicha institución.
Participó en el Grupo Plural de Mujeres Poblanas, en el Consejo Consultivo del Sub-comité Especial “Alianza para la Equidad” del Programa Estatal de la Mujer. Es coautora del proyecto del Instituto Poblano de la Mujer participando del Consejo Consultivo para más tarde formar parte de la Junta de Gobierno del mismo. 
Como funcionaria pública se ha desempeñado como Secretaria Técnica del Consejo Municipal de Población del Municipio de Puebla y desde 2018 fue nombrada titular del Instituto Municipal de las Mujeres que fue convertido en la Secretaria para la Igualdad Sustantiva de Género.

## Publicaciones
- Cronología Integrada del movimiento de mujeres en México. [8]